# Heuchler
Heuchler è un album in studio del gruppo musicale industrial metal tedesco Megaherz, pubblicato nel 2008.

## Tracce
1. Heuchler – 4:59
2. Das Tier – 4:36
3. Ebenbild – 5:10
4. Mann von Welt – 4:24
5. Fauler Zauber (feat. Kirsten Zahn) – 4:24
6. Mein Gral – 3:56
7. L'Aventure – 5:01
8. Schau in mein Herz – 4:26
9. Kaltes Grab – 6:21
10. Alles nur Lüge (feat. Kirsten Zahn) – 4:36
11. Morgenrot (strumentale) – 4:09